# Schwedisch-Pommern

Großes Neunfeldriges Wappen von Pommern

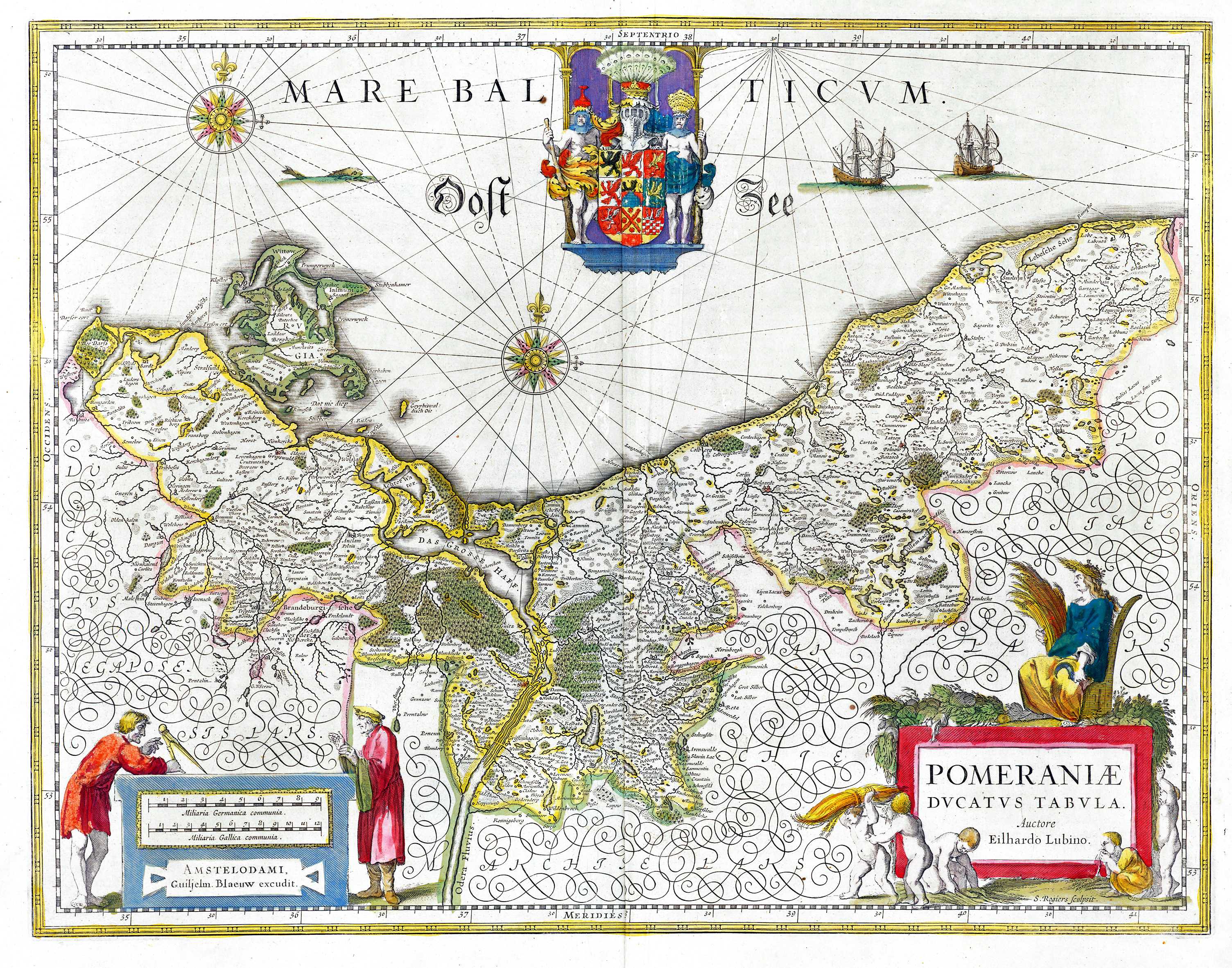
Pommern im 17. Jahrhundert (Blaeu-Atlas)

Schwedisch-Pommern war der westliche Teil des Herzogtums Pommern, mit dem infolge der Teilung Pommerns nach dem Aussterben des Greifenhauses im Westfälischen Frieden 1648 der König von Schweden innerhalb des Heiligen Römischen Reichs belehnt worden war. Nachdem Teile Schwedisch-Pommerns bereits im Frieden von Saint-Germain 1679 und 1720 im Frieden von Stockholm vom Schwedischen Reich an Brandenburg-Preußen übergegangen waren, trat Schweden auf dem Wiener Kongress 1815 auch das restliche Gebiet an Preußen ab.

## Im Dreißigjährigen Krieg
Durch Aussterben der anderen Teilfürsten konnte Herzog Bogislaw XIV. im Jahr 1625 ganz Pommern in seiner Hand vereinen. Im Dreißigjährigen Krieg blieb er zunächst neutral, konnte aber nicht verhindern, dass kaiserliche Truppen Pommern bis auf Stralsund besetzten. Schweden griff erstmals 1628 mit einem Hilfskontingent bei der Verteidigung Stralsunds in den Krieg ein. Im Frühjahr 1630 besetzte es zunächst die Insel Rügen, landete im Juni unter König Gustav II. Adolf auf der Insel Usedom und drängte anschließend bis Sommer 1631 die kaiserlichen Besatzungstruppen aus dem Herzogtum. Im Stettiner Allianzvertrag mit dem kinderlosen Herzog Bogislaw, der auf den 10. Juli 1630 rückdatiert wurde, stieß Gustav Adolf die im Vertrag von Grimnitz festgelegte brandenburg-pommersche Erbverbrüderung um, indem er sich die Eventualsukzession für den Fall sicherte, dass Georg Wilhelm, der Kurfürst von Brandenburg, schwedischen Entschädigungsforderungen nicht nachkommen sollte. Nachdem Bogislaw 1637 gestorben war, konnte der von Kaiser Ferdinand II. mit Pommern belehnte Kurfürst Georg Wilhelm sich gegen die übermächtige schwedische Besatzungsmacht nicht durchsetzen. Dort übernahm Schweden nach einer etwa einjährigen Periode, in der die herzoglichen Räte als hinterlaßne pommersche Räte weiter im Amt verblieben waren, im Frühjahr 1638 auch die Zivilverwaltung und setzte den Oberbefehlshaber Johan Banér als ersten Generalgouverneur ein. Ihm unterstanden je ein Vizegouverneur für Vor- und Hinterpommern. Nach langwierigen Verhandlungen mit Brandenburg, das zum Ausgleich u. a. das Erzstift Magdeburg und das Stift Halberstadt erhielt, kam es im Westfälischen Frieden 1648 zur Teilung: Hinterpommern fiel an das Kurfürstentum Brandenburg, während Schweden ganz Vorpommern und Rügen, das Mündungsgebiet der Oder und einen Streifen östlich der Oder erhielt. Über den genauen Grenzverlauf und die Räumung der Festung Kolberg einigten sich Brandenburg und Schweden erst im Stettiner Grenzrezess von 1653.

## Schwedische Zeit

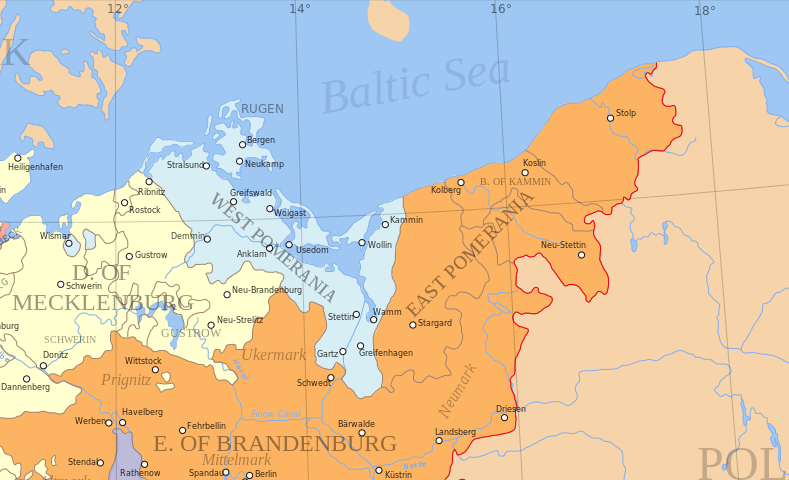
Pommern nach dem Grenzrezess von 1653. Das mit West Pomerania bezeichnete Gebiet fiel an die schwedische Krone

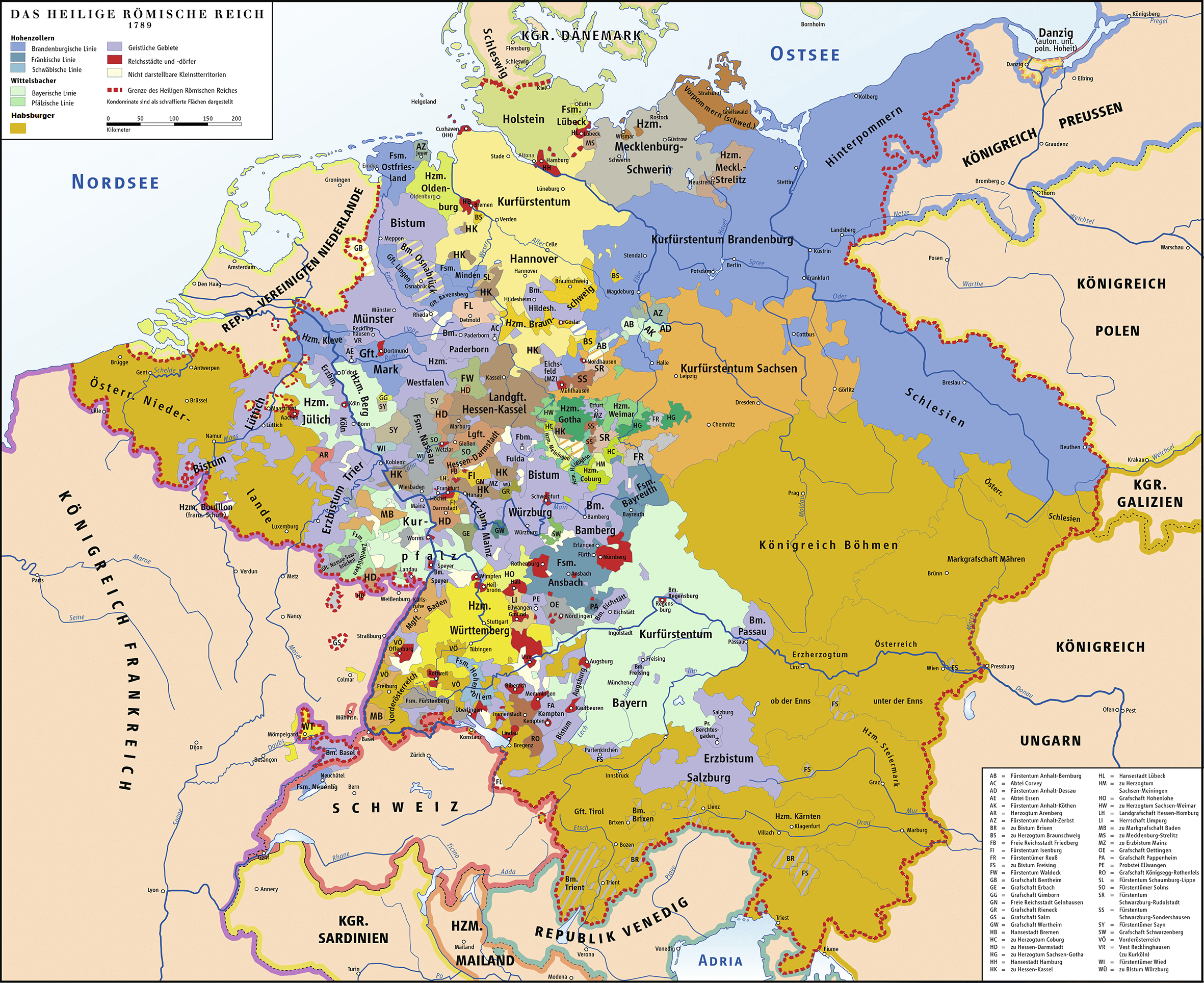
Heiliges Römisches Reich 1789, Schwedisch-Pommern im Norden in braun

Schweden erhielt die pommerschen Besitzungen als ewiges Reichslehen. Deshalb regierten dort die schwedischen Könige mit Titel und Rechten der vormaligen Herzöge aus dem Greifenhaus. (Vor-)Pommern blieb allerdings staatsrechtlich ein eigenständiges Reichsfürstentum; der schwedische König hatte die Landesherrschaft nicht als König von Schweden, sondern als Herzog von Pommern inne. Das Territorium war also kein inkorporiertes Glied des schwedischen Staatsgefüges, sondern mit diesem durch Personalunion verbunden.
Aufgrund diverser innen- und außenpolitischer Differenzen erhielt Schweden die kaiserliche Investitur erst Jahre später, und auch die Einigung mit den Landständen über die Landesverfassung gelang erst mit der Verabschiedung der Regimentsform von 1663, die vor allem eine revidierte Fassung der Regimentsverfassung von 1634 darstellte, und der anschließenden Huldigung der Landstände. In dieser staatsrechtlichen Form gehörte jener Teil Pommerns von 1648 bis 1806 zur schwedischen Krone und unterstand einem Statthalter oder Generalgouverneur, der vom schwedischen König ernannt wurde und dem schwedischen Hochadel angehören musste. Von 1663 bis 1806 hatte der König von Schweden in seiner Eigenschaft als Herzog von Pommern einen Sitz im Immerwährenden Reichstag zu Regensburg.
Das höchste Gericht der von Schweden beherrschten Gebiete in Deutschland war ab 1653 das Obertribunal mit Sitz in Wismar. Als der Malmöer Pfandvertrag von 1803 die schwedische Herrschaft über Wismar beendete, wurde es zunächst nach Stralsund und dann nach Greifswald verlegt.
Der schwedische König Karl XI. ließ nach gescheiterter Lustration von 1681 auch die Besitzungen in Pommern aus steuerrechtlichen Gründen vermessen. Dazu setzte er 1690 eine königliche Kommission ein, die zwischen 1692 und 1709 mit großer Präzision die Ämter und Gemarkungen vermaß. Im Ergebnis stand die Schwedische Landesaufnahme mit über 1700 Karten, von denen ein Großteil bis heute erhalten ist (in Greifswald, Schwerin, Kopenhagen und Stockholm).

Karte des 1679 an Brandenburg abgetretenen Gebietsstreifens östlich der Oder

Der Besitz Vorpommerns hatte für Schweden den Vorteil, sich ohne Gefährdung des Kernlandes an Kriegen auf dem Kontinent beteiligen zu können, machte Pommern aber immer wieder zum Kriegsschauplatz. Bereits im Zweiten Nordischen Krieg von 1655 bis 1660 diente Schwedisch-Pommern als Aufmarsch- und Nachschubgebiet. Im Schwedisch-Brandenburgischen Krieg von 1674 bis 1679 fielen schwedische Truppen erneut in Brandenburg ein, mussten Vorpommern aber nach der verlorenen Schlacht von Fehrbellin ganz aufgeben. Im folgenden Frieden von Saint-Germain musste Schweden jedoch dank französischer Fürsprache lediglich einen Gebietsstreifen östlich der Oder an Brandenburg abtreten.

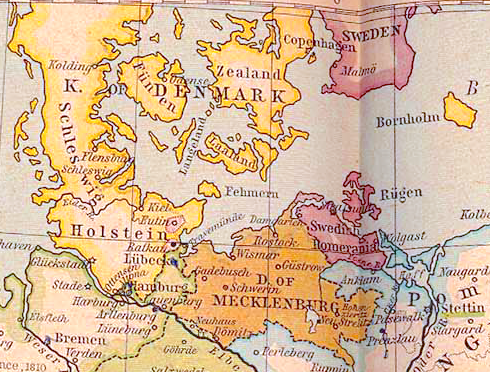
Schwedisch-Pommern in den Grenzen ab 1720

Im Pommernfeldzug im Jahr 1715 während des Großen Nordischen Krieges nahm König Friedrich IV. von Dänemark von 1715 bis 1721 Schwedisch-Pommern nördlich der Peene in Besitz, während Preußen den südlichen Teil und die Oderinseln besetzt hielt. Die Dänen planten, ihr altes Interessengebiet langfristig dem dänischen Staat anzugliedern, und führten daher eine eigene Landesaufnahme durch, die Dänische Lustration. Dänische Generalgouverneure waren von 1715 bis 1719 General Franz Joachim von Dewitz und anschließend bis 1721 General Jobst von Scholten. Im Frieden von Stockholm musste Dänemark diese Gebiete an Schweden zurückgeben, während das ganze Land südlich der Peene mit der Hauptstadt Stettin in preußischem Besitz blieb.
Seit 1720 bestand Schwedisch-Pommern aus Rügen und dem vorpommerschen Gebiet nördlich der Peene. Hauptstadt wurde die Festung Stralsund. Im Siebenjährigen Krieg drangen schwedische Truppen von dort aus in die preußischen Provinzen Brandenburg und Pommern ein.
Im Zuge der Auflösung des Alten Reiches 1806 änderte sich auch die staatsrechtliche Stellung Schwedisch-Pommerns. Da sich die Landstände weigerten, einer vom schwedischen König Gustav IV. Adolf geforderten Aufstellung einer Landwehr zuzustimmen, hob er am 26. Juni 1806 die bisherige landständische Verfassung und die Zugehörigkeit Schwedisch-Pommerns zum Reich auf. Damit scherte dieses Territorium noch vor der Bildung des Rheinbundes und der Niederlegung der Kaiserkrone durch Franz II. aus dem Reichsverband aus. Die bereits vor dem Greifswalder Landtag von August 1806 erklärte Einführung der schwedischen Verfassung und zahlreicher Reformen im Rechtssystem, u. a. die Aufhebung der Leibeigenschaft, und in der Verwaltung kamen wegen der im Juli 1807 erfolgenden französischen Besetzung nicht oder nur mit erheblicher Verzögerung zustande.

## Übergang an Preußen

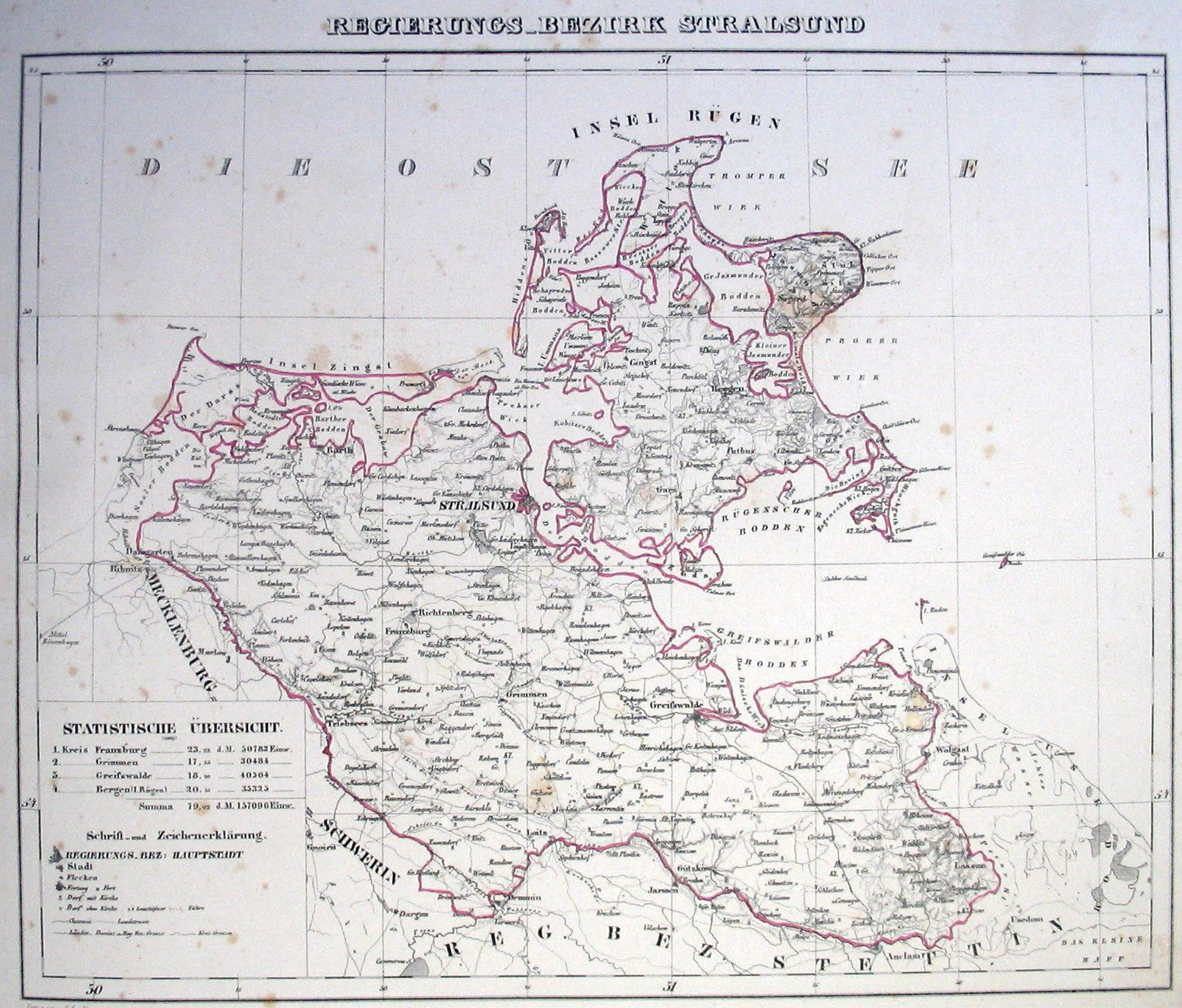
Der 1818 gebildete preußische Regierungsbezirk Stralsund war vom Gebietsstand her mit Schwedisch-Pommern ab 1720 identisch

Nach zweimaliger Besetzung durch Frankreich und seine Verbündeten in den Napoleonischen Kriegen von 1807 bis 1810 sowie 1812/13 gewann Schweden seine letzte verbliebene überseeische Provinz vorübergehend wieder zurück und setzte ab 1810 die 1806 beschlossenen Reformen zumindest teilweise noch um. 1813 eroberte Schweden in einem Feldzug gegen Dänemark das mit diesem bis dahin in Personalunion verbundene Norwegen. Im Kieler Frieden vom 14. Januar 1814 wurde Dänemark im Gegenzug der Erwerb von Schwedisch-Pommern in Aussicht gestellt. Da Dänemark die auferlegten Kriegsentschädigungen an Schweden nicht zahlen konnte, vereinbarte es auf dem Wiener Kongress mit Preußen, dass dieses Schwedisch-Pommern gegen Abtretung des Herzogtums Lauenburg an Dänemark und Übernahme der dänischen Reparationszahlungen an Schweden übernehmen sollte. Die Übergabe durch den schwedischen Generalgouverneur Wilhelm Malte I., Fürst zu Putbus, an den Bevollmächtigten Preußens erfolgte im Oktober 1815. Aufgrund der vereinbarten Garantie der überkommenen Rechtsordnung hatte das 1818 als Regierungsbezirk Stralsund endgültig in die preußische Provinz Pommern eingegliederte Gebiet weiterhin lange Zeit eine Sonderstellung. Umgangssprachlich bürgerte sich für Schwedisch-Pommern die Bezeichnung „Neuvorpommern“ bzw. „Neuvorpommern und Rügen“ ein. Damit sollte die Unterscheidung zum bereits 1720 preußisch gewordenen „Altvorpommern“ südlich und östlich der Peene bzw. der Oder kenntlich gemacht werden.